# Tryggve Mettinger
Tryggve Nils Daniel Mettinger, född 8 juni 1940, död 23 oktober 2023, var professor i Gamla Testamentets exegetik vid Lunds universitet.
Mettinger blev teologie doktor och docent i Gamla testamentets exegetik 1971 vid teologiska institutionen, Lunds universitet. Från 1971 till 1978 var han verksam som universitetslektor och 1978 utnämndes han till professor vid samma institution. Han har efter dess verkat som gästforskare vid Princeton University i USA samt vid olika universitet i Holland och Sydafrika.
Mettinger verkade även som konsult till Bibelkommissionen för översättningen av Gamla Testamentet, i perioder mellan 1977–1981 samt 1992–1997.
Han var författare till ett stort antal böcker och vetenskapliga artiklar.

## Utmärkelser, ledamotskap och priser
- Ledamot av Kungl. Vitterhets Historie och Antikvitets Akademien (LHA)
- Ledamot av Kungl. Humanistiska vetenskapssamfundet i Lund (LLHS)
- Ledamot av Vetenskapssocieteten i Lund (LVSL, 1986)[3]
- Ledamot av Nathan Söderblom-Sällskapet (LNSS)
- Hedersledamot av The British Society for Old Testament Studies